# Hate (Band)

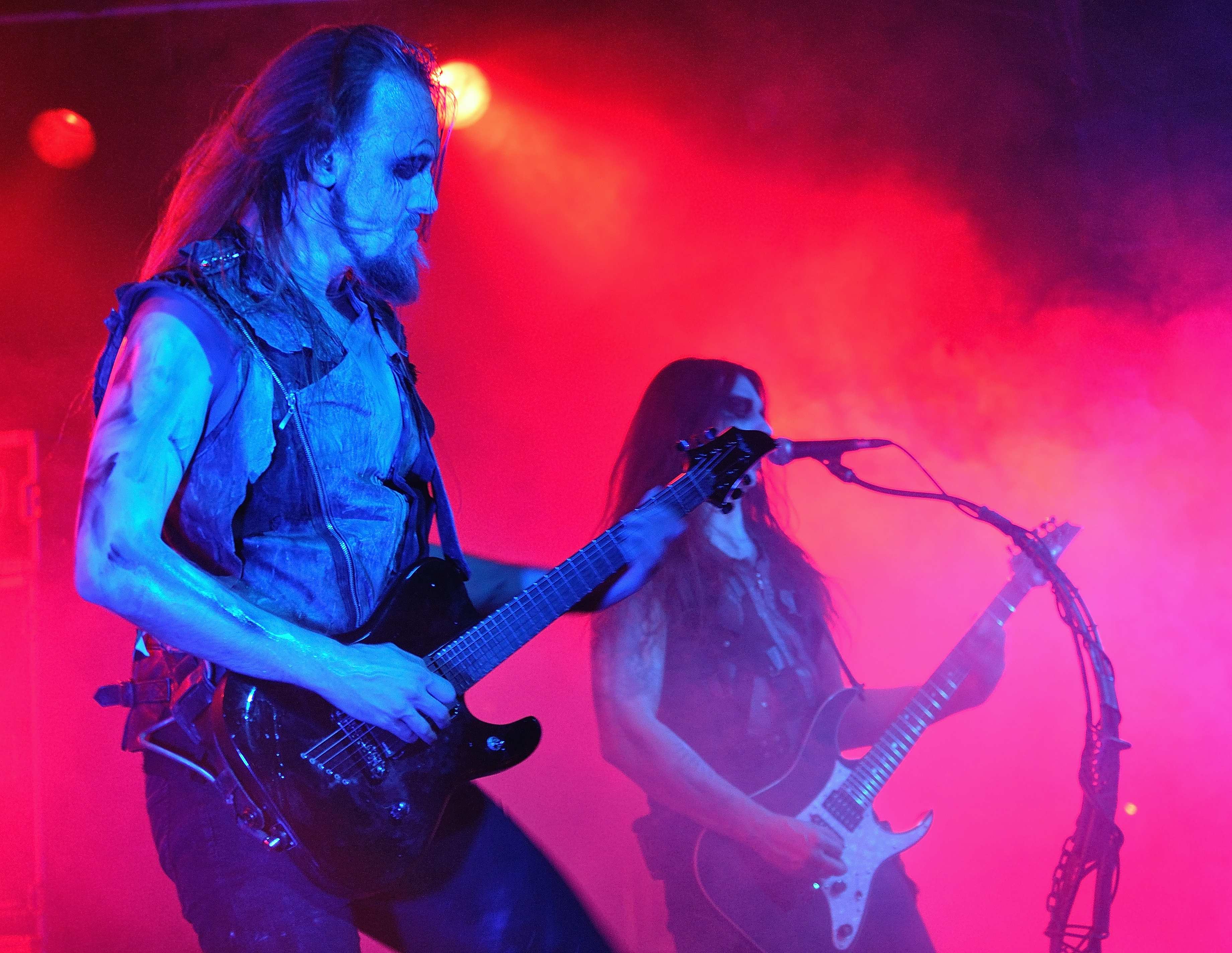
Hate, 2015

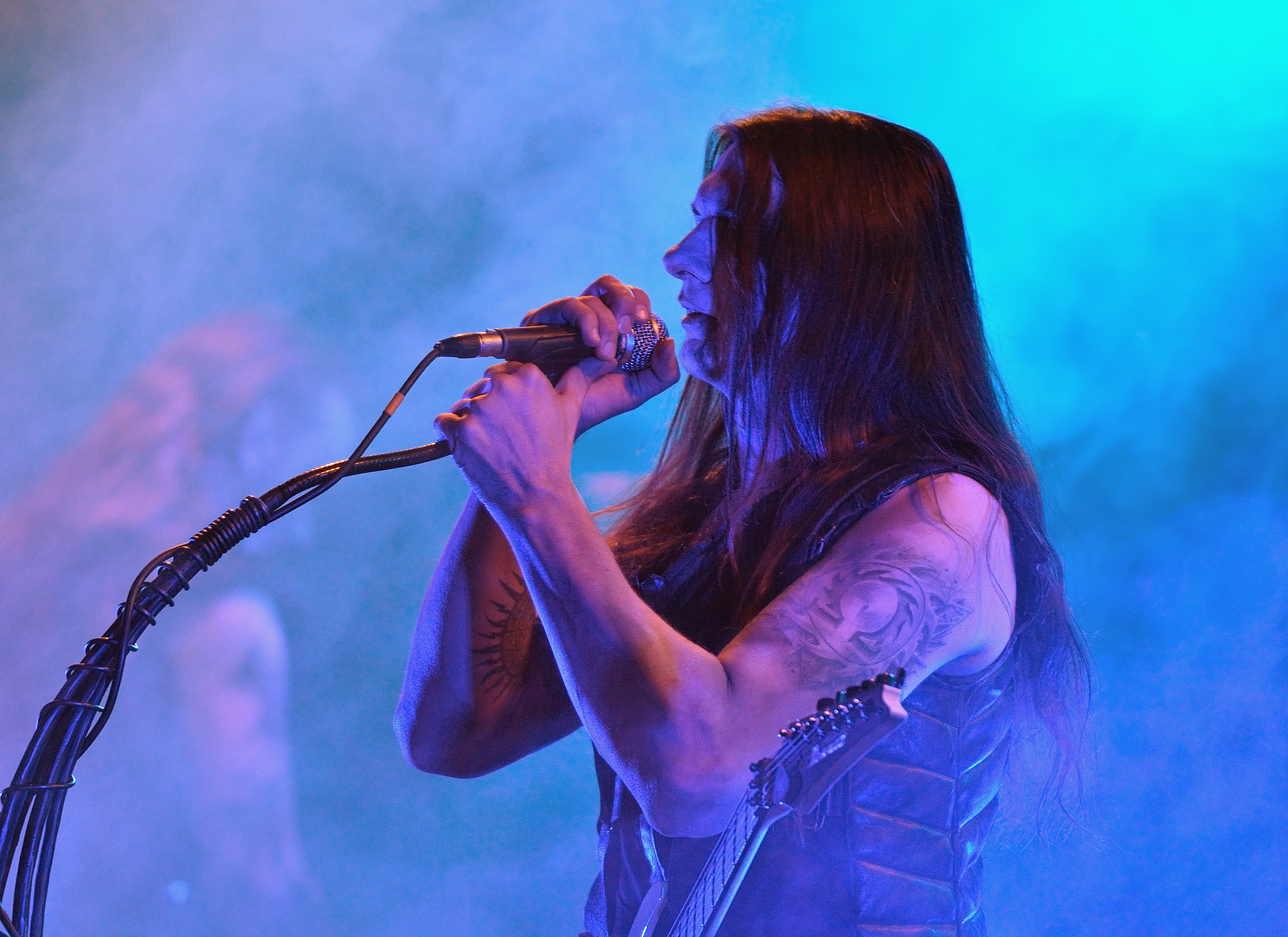
Sänger Adam Buszko, 2015

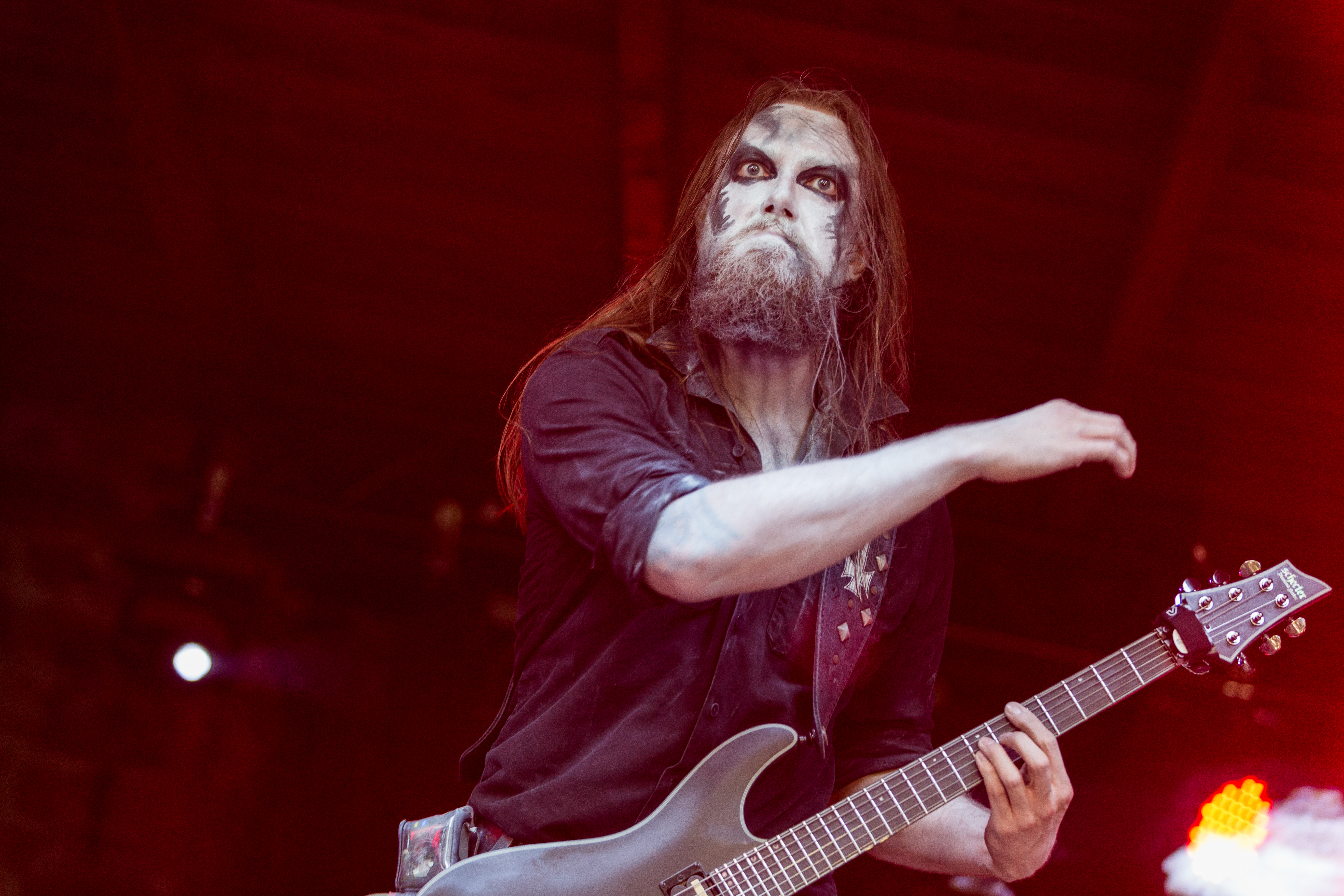
Konrad „Destroyer“ Ramotowski, Dark Troll Open Air, 2017

Hate ist eine polnische Black- und Death-Metal-Band aus Warschau, die im Jahr 1990 gegründet wurde.

## Geschichte
Die Band wurde im Jahr 1990 im polnischen Warschau von Gitarrist und Sänger Adam The First Sinner, Gitarrist Andrzej „Quack“ Kułakowski und Schlagzeuger Piotr „Mittloff“ Kozieradzki gegründet. Zwischen 1990 und 1995 nahmen sie insgesamt drei Demos auf: Abhorrence (1992), Evil Art (1994) und The Unwritten Law (1995). Im Jahr 1996 unterschrieb die Band ihren ersten Vertrag bei dem Label. Novum Vox Mortiis. Bei diesem Label veröffentlichte die Band mit Daemon Qui Fecit Terram (1996) und Lord is Avenger (1998) ihre ersten zwei Alben.
Im Jahr 1999 veröffentlichte die Band die EP Victims bei dem polnischen Label Metal Mind Productions und hatte Auftritte mit der Band Immolation, woraufhin das US-amerikanische Label Dwell Records auf die Band aufmerksam wurde. Durch dessen Aufnahme von Hates Cover von Postmortem in die Kompilation Gateways To Hell: Tribute To Slayer (Vol. 2) erreichte die Band einen Vertrag bei World War III/Mercenary Music, die eine Kompilation des Albums  "Lord Is Avenger und der EP Victims unter dem Namen Holy Dead Trinity im Jahr 2001 herausgab.
2002 wurde das Album Cain’s Way über World War III/Mercenary Music in den USA und über Blackend Records in Europa veröffentlicht. Das Album wurde jedoch erst einige Monate später in Europa veröffentlicht. Während der Veröffentlichung in Europa veränderte sich die Besetzung der Band stark: Gitarrist Ralph und Schlagzeuger Kozieradzki wurden durch Piotr „Kaos“ Jeziorski und Dariusz „Hellrizer“ Zaborowski ersetzt.
Im Jahr 2003 wurde das Album Awakening of the Liar über Listenable Records in Europa und über Mercenary Music in den USA veröffentlicht. Im Jahr 2010 erschien das Album Erebos bei Listenable Records. Am 1. Februar 2013 wurde das aktuelle Album Solarflesh bei Napalm Records veröffentlicht.
Während der Europa-Tour 2013 starb der Bassist Sławomir „Mortifier“ Kusterka in der Nacht vom 5. auf den 6. April aufgrund einer Herzrhythmusstörung.

## Stil
Die Band spielt eine Mischung aus Death- und Black-Metal, wobei auch elektronische Elemente vereinzelt eingestreut werden. Besonders charakteristisch ist das schnelle, komplexe Schlagzeugspiel, wobei besonders genretypische Blastbeats verwendet werden. Vergleichbar ist die Musik mit den Werken der Band Behemoth.

## Diskografie

### Alben
- Deamon Qui Fecit Terram (1996, Novum Vox Mortiis)
- Lord Is Avenger (1998, Novum Vox Mortiis)
- Cain’s Way (2002, World War III/Mercenary Music (USA), Blackend Records (Europa))
- Awakening of the Liar (2003, Listenable Records (Europa), Mercenary Music (USA))
- Anaclasis - A Haunting Gospel of Malice & Hatred (2005, Listenable Records)
- Morphosis (2008, Listenable Records)
- Erebos (2010, Listenable Records)
- Solarflesh (2013, Napalm Records)
- Crusade:Zero (2015, Napalm Records)
- Tremendum (2017, Napalm Records)
- Auric Gates of Veles (2019, Metal Blade)
- Rugia (2021)
- Bellum Regiis (2025)

### Kompilationen
- Evil Decade of Hate (1999, Apocalypse Productions)
- Holy Dead Trinity (2001, World War III/Mercenary Music)

### Demos
- Abhorrence (1992, Eigenveröffentlichung)
- Evil Art (1994, Eigenveröffentlichung)
- The Unwritten Law (1995, Eigenveröffentlichung)

### EPs
- Victims (1999, Metal Mind Productions)

### DVDs
- Litanies of Satan (2004, Metal Mind Productions)

### Live-Alben
- Litanies of Satan (2009, Metal Mind Productions)

### Sampler-Beiträge
- Post Mortem auf Gateways to Hell 2: A Tribute to Slayer (2000, Dwell Records)